# نوریاکی ایشیزاوا
نوریاکی ایشیزاوا (انگلیسی: Noriaki Ishizawa؛ زادهٔ ۲۵ مهٔ ۱۹۸۵) بازیکن فوتبال اهل ژاپن است.
از باشگاه‌هایی که در آن بازی کرده‌است می‌توان به باشگاه فوتبال ویسل کوبه اشاره کرد.